# J. K. Rowling
Joanne Rowling (Yate, Inglaterra, 31 de julio de 1965), quien escribe bajo los seudónimos de J. K. Rowling y Robert Galbraith, es una escritora, productora de cine y guionista británica, conocida por ser la autora de la serie de libros Harry Potter, que han superado los quinientos millones de ejemplares vendidos.
Este éxito literario supuso que la Sunday Times Rich List de 2008 estimase la fortuna de Rowling en 560 millones de libras, lo que la situó como la duodécima mujer más rica en el Reino Unido. Asimismo, Forbes ubicó a Rowling en el cuadragésimo puesto en su lista de las celebridades más poderosas de 2007 y la revista Time la seleccionó como «personaje del año» ese mismo año, resaltando la inspiración social, moral y política que les ha dado a los personajes de Harry Potter.

## Nombre
Aunque escribe bajo el seudónimo J. K. Rowling, su nombre real es Joanne Rowling. Antes de publicar su primera novela, la editorial Bloomsbury temió que los lectores más jóvenes tuvieran reticencia a comprar libros escritos por una mujer y le pidieron que utilizase dos iniciales y no su nombre de pila. Como no tiene segundo nombre, eligió la letra K como su segunda inicial en honor a su abuela paterna Kathleen. El nombre Kathleen nunca ha sido parte de su verdadero nombre. Después de su matrimonio, a menudo utiliza el nombre Joanne Murray cuando lleva a cabo asuntos privados. Se llama a sí misma Jo: «Nadie me llamaba Joanne cuando era niña, a menos que estuviesen enfadados conmigo».

## Biografía

### Primeros años
Rowling nació el 31 de julio de 1965 en Yate (Reino Unido), hija de Peter James Rowling y Anne Rowling, cuyo apellido de soltera era Volant. Su hermana Dianne, Di, nació en el hogar familiar el 18 de junio de 1967 cuando Rowling tenía 23 meses de edad. La familia se mudó al pueblo cercano de Winterbourne cuando Rowling tenía 4 años. Asistió a la Escuela Primaria St Michael's, un establecimiento fundado por el famoso abolicionista William Wilberforce y por la activista Hannah More en 1813. Se cree que su primer director en St. Michael's, Alfred Dunn, fue la inspiración del personaje de Harry Potter Albus Dumbledore.
Cuando era niña, Rowling disfrutaba escribiendo historias fantásticas, las cuales a menudo le relataba a su hermana.

Todavía recuerdo cuando le conté una historia en la cual ella se caía en una conejera y era alimentada con frutillas por la familia de conejos que vivía allí [...] La primera historia que escribí en mi vida, cuando tenía cinco o seis años, fue sobre un conejo llamado Rabbit. Tenía sarampión y era visitado por sus amigos, incluyendo una abeja gigante llamada Miss Bee.
 J. K. Rowling

A los 9 años de edad, Rowling se mudó a Tutshill, en Gloucestershire (Inglaterra), cerca de Chepstow (Gales). Cuando era adolescente, su tía abuela le dio una vieja copia de la autobiografía de Jessica Mitford, Hons and Rebels. Mitford se convirtió en la heroína de Rowling, quien leería posteriormente todos sus libros.
Cursó estudios secundarios en la Escuela Wyedean. Sean Harris, su mejor amigo en la Upper Sixth, era el propietario de un Ford Anglia color turquesa, el cual sirvió de inspiración para un automóvil aparecido en uno de sus libros.

Hermione está vagamente basada en mí. Es una caricatura de mí misma cuando tenía once años, aunque no estoy particularmente orgullosa de ello [...] Ron Weasley no es un retrato viviente de Sean, pero la verdad es que se parece mucho.
 J. K. Rowling

De sus gustos musicales de la época, Rowling dijo «mi banda favorita en el mundo es The Smiths. Cuando pasé por una etapa más punk, fue The Clash».
Rowling también es una apasionada de la música pop de Siouxsie Sioux, cuyo look con pelo puntiagudo y maquillaje de ojos negros, inspiraría su apariencia en los años posteriores, y su debut en la universidad. No superó las pruebas de acceso para entrar en la Universidad de Oxford en 1982, así que se matriculó para obtener una doble titulación en Filología Francesa y Clásica en la Universidad de Exeter, la cual describe como «un poco sorprendente», pues «esperaba estar entre montones de personas iguales que compartiesen sus pensamientos radicales» y, solo cuando hizo amistades en la universidad, comenzó a disfrutarla. Con un año de estudios en París, Rowling se mudó a Londres para trabajar de investigadora y secretaria bilingüe para Amnistía Internacional.

### Inicios de su carrera
En junio de 1990, viajó en tren de Mánchester a Londres, el tren tuvo problemas, y el viaje se retrasó cuatro horas. Durante ese suceso, le llegó la idea de una escuela de magos. «De repente, la idea de Harry apareció en mi imaginación, simplemente. No puedo decir por qué, o qué la desencadenó, pero vi la idea de Harry y de la escuela de magos con claridad. De pronto, tuve la idea principal de un niño que no sabía quién era, que no sabía que era mago hasta que recibió una invitación para asistir a una escuela de magia. No he estado nunca tan entusiasmada con una idea». «No sé de dónde me vino la idea», le dijo al Boston Globe, «Comenzó con Harry, y luego todos los personajes y situaciones afloraron en mi cabeza». Cuando llegó a su apartamento de Clapham Junction, comenzó a escribir de inmediato. Ese mismo año murió su madre. Fue un golpe muy duro para ella, porque era la única persona que la apoyaba en sus ideas de ser escritora, tras luchar durante diez años contra una esclerosis múltiple. Rowling comentó «Estaba escribiendo Harry Potter en el momento en que mi madre falleció. Jamás pude hablarle de Harry Potter». Rowling dijo que el fallecimiento afectó profundamente a su trabajo como escritora, y que incluyó muchos más detalles en el primer libro acerca de la pérdida que sufrió Harry, porque sabía cómo se sentía.
Rowling posteriormente se mudó a Oporto (Portugal) para trabajar de profesora de Inglés. En su estancia en Oporto, conoció y se enamoró de Jorge Arantes, un periodista portugués. A pesar de las infidelidades de Jorge, Joanne se casó con él el 16 de octubre de 1992. Su hija, Jessica Isabel Rowling Arantes (llamada en honor a Jessica Mitford), nació el 27 de julio de 1993 en Portugal. Tras las infidelidades y el alcoholismo de Jorge, Rowling le abandonó en noviembre del mismo año en que nació su hija y se trasladó con ella a Edimburgo (Escocia), ciudad donde residía su hermana.
En marzo de 1994, Rowling interpuso una demanda de interdicción ―el equivalente en Escocia a una orden de alejamiento― contra Jorge Arantes, y obtuvo una orden provisional que sería renovada ocho meses después, ya en noviembre de 1994. En aquel entonces, Rowling sufría de depresión clínica y llegó a plantearse el suicidio, pero su hija Jessica le daba las fuerzas para seguir adelante. Fue el padecimiento de su enfermedad lo que le daría la idea de los dementores, las criaturas sin alma que aparecen en Harry Potter y el prisionero de Azkaban. En agosto de 1994, la escritora solicitó formalmente el divorcio.
Sin empleo y viviendo de las ayudas que le otorgaba el Estado, Rowling completó su primera novela escribiendo en varios cafés, especialmente en el Nicolson, cada vez que lograba que Jessica se durmiese. En una entrevista a la BBC en 2001, Rowling negó el rumor de que escribía en cafés de su entorno más cercano para escapar de su apartamento sin calefacción, señalando: «No soy tan estúpida como para alquilar un apartamento sin calefacción en Edimburgo en pleno invierno. Tenía calefacción». En lugar de ello, declaró en el programa televisivo de Estados Unidos A&E Biography que una de las razones de querer escribir en cafés era porque sacar de paseo a su bebé era la mejor manera de hacer que la pequeña se durmiera.
Finalmente, en junio de 1995, el interdicto hasta entonces provisional contra Jorge Arantes se hizo permanente y la demanda de divorcio fue admitida.

### Harry Potter

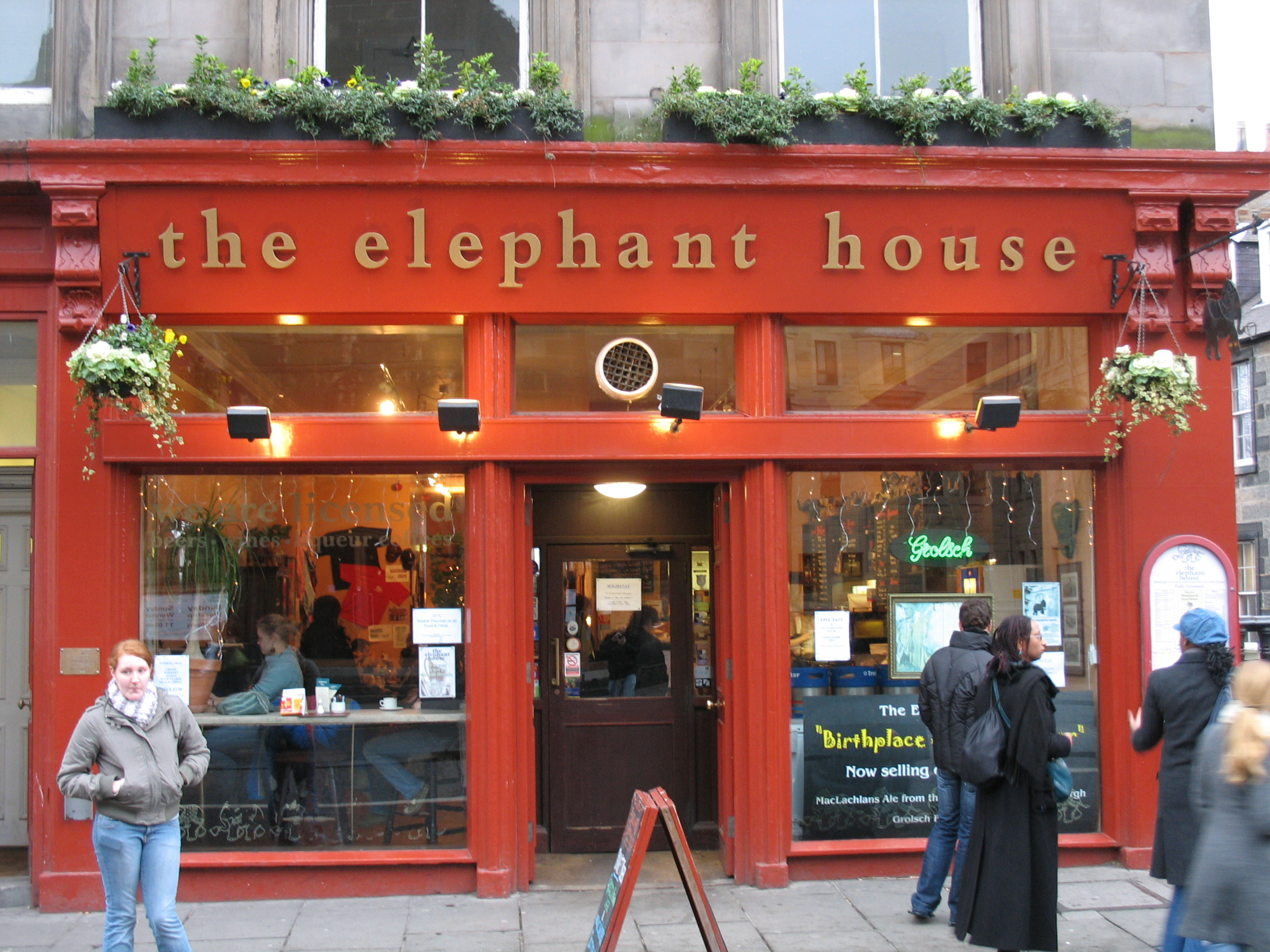
La cafetería The Elephant House, en Edimburgo, declara en un cartel en su ventana, ser el lugar de nacimiento de Harry Potter.

En 1995, Rowling finalizó el manuscrito de Harry Potter y la piedra filosofal en una vieja máquina de escribir. Ante la entusiasta respuesta de Bryony Evans, una lectora que había sido encomendada para revisar los primeros tres capítulos del libro, la agencia Christopher Little Literary Agents aceptó representar a Rowling en su búsqueda de un editor. El libro fue enviado a doce editoriales, que rechazarían el manuscrito. Un año más tarde, recibió por fin la aprobación (y un adelanto de 1500 £) del editor Barry Cunningham para Bloomsbury, una pequeña editorial británica de Londres (Inglaterra). La decisión de publicar el libro de Rowling se debe al parecer a Alice Newton, la hija de ocho años de edad del presidente de Bloomsbury, quien recibió el primer capítulo para su revisión e inmediatamente pidió el segundo. Si bien Bloomsbury aceptó publicar el libro, Cunningham mantiene que le sugirió a Rowling conseguir un trabajo, ya que creía que tendría pocas posibilidades de ganar dinero escribiendo libros para niños. Poco después, en 1997, Rowling recibió una beca de 8000 libras del Scottish Arts Council para permitirle continuar escribiendo. En la primavera siguiente hubo una subasta en los Estados Unidos, en la que se vendieron los derechos para publicar la novela, que fueron comprados por Scholastic Inc., por 105 000 dólares. Rowling dijo que «por poco se muere» al enterarse de ello.
En junio de 1997, Bloomsbury publicó La piedra filosofal con mil copias impresas, quinientas de las cuales fueron distribuidas en bibliotecas. Tras el éxito mundial de sus libros, aquellos ejemplares pasaron a valer entre 16 000 y 25 000 libras. Cinco meses más tarde, el libro ganó su primer premio, el Premio de Libros para Niños Nestlé. En febrero, la novela ganó el prestigioso Premio del Libro Británico, en la categoría Libro Infantil del Año, y más tarde, el Premio al Mejor Libro Infantil. Su continuación, Harry Potter y la cámara secreta, fue publicada en julio de 1998. En octubre de 1998, Scholastic publicó La piedra filosofal en los Estados Unidos bajo el título Harry Potter y la piedra del hechicero: un cambio del cual Rowling se ha arrepentido, ya que declaró que habría peleado más por mantener el título si hubiese estado en una mejor posición.
En diciembre de 1999, la tercera novela, Harry Potter y el prisionero de Azkaban, ganó el Premio al Mejor Libro Infantil, por el que convertiría a Rowling en la primera persona en ganar tres veces dicho galardón. Más tarde, retrasó el lanzamiento de la cuarta novela de Harry Potter para que los otros libros pudieran ser apreciados por el público. En enero de 2000, El prisionero de Azkaban ganó el Premio Whitbread del Libro Infantil del Año, aunque perdió el premio de Libro del Año que finalmente recaería en la traducción de Seamus Heaney de Beowulf con la que competía.
El cuarto libro, Harry Potter y el cáliz de fuego, salió simultáneamente a la venta en el Reino Unido y los Estados Unidos el 8 de julio de 2000, y batió récords de venta en ambos países. Aproximadamente 372 775 copias del libro fueron vendidas el primer día en Gran Bretaña, igualando casi la cifra de los ejemplares vendidos de El prisionero de Azkaban durante el primer año de estar a la venta. En los Estados Unidos, el libro vendió tres millones de copias en las primeras 48 horas, batiendo todos los récords de ventas de libros. Rowling confesaría que pasó por un momento de crisis mientras escribía la novela: «Cuando estaba a la mitad del cuarto, me di cuenta de que había un serio fallo argumental… Pasé por uno de mis momentos más oscuros con este libro… Reescribí un capítulo trece veces, aunque nadie que lo haya leído puede percatarse de cuál fue dicho capítulo ni tampoco darse cuenta de lo difícil que me resultó crearlo». Rowling fue nombrada escritora del año en los Premios Británicos de 2000.
Hubo una espera de tres años entre el lanzamiento de El cáliz de fuego y la quinta novela de Harry Potter, Harry Potter y la Orden del Fénix. Este intervalo hizo que la prensa especulase sobre si Rowling tenía «bloqueo del escritor», lo cual negó fervientemente. Rowling confesó más tarde que escribir el libro había sido como una molesta tarea hogareña. «Creo que La Orden del Fénix podría haber sido más corto» le dijo a Lev Grossman. «Lo sabía, y me quedé sin tiempo ni energía cuando llegué al final».
El sexto libro, Harry Potter y el misterio del príncipe, salió a luz el 16 de julio de 2005. También batió récord de ventas, vendiendo nueve millones de ejemplares en las primeras 24 horas en el mercado. Mientras escribía, le dijo a un fan: «El sexto libro ha sido planeado durante años, pero antes de empezar a escribirlo en serio pasé dos meses volviendo a revisar los bocetos y asegurándome muy bien de que sabía lo que estaba haciendo». Publicó en su página web que el primer capítulo del sexto libro, el cual se basa en una conversación entre el ministro de Magia y el primer ministro británico, iba a ser en un principio el primer capítulo de La piedra filosofal, luego de La cámara secreta y más tarde de El prisionero de Azkaban. En 2006, El misterio del príncipe recibió el premio de Mejor Libro del Año en la entrega de los Premios a los Mejores Libros Británicos.
El título del séptimo y último libro de Harry Potter fue dado a conocer públicamente el 21 de diciembre de 2006: Harry Potter y las reliquias de la muerte. En febrero de 2007 se comunicó que Rowling había dejado escrito en su habitación del Hotel Balmoral, en Edimburgo, que allí era el lugar en el que había terminado de escribir el séptimo libro, el día 11 de enero del mismo año. Harry Potter y las reliquias de la Muerte salió a la venta el 21 de julio de 2007 y batió el récord de su predecesor, convirtiéndose en el libro agotado con mayor rapidez de todos los tiempos. Vendió 11 millones de copias en el primer día de lanzamiento solo en el Reino Unido y los Estados Unidos. Joanne ha dicho que el último capítulo del libro fue escrito «un día de 1990», como parte de sus primeros escritos de la serie. Durante el periodo de un año en el que Rowling completó el último libro, permitió la grabación de un documental que se emitió en Gran Bretaña en ITV el 30 de diciembre de 2007. Fue titulado J.K. Rowling… Un año en la vida y la mostró volviendo a su antigua vivienda de Edimburgo, en la que había completado el primer libro de Harry Potter. El regreso a su apartamento después de tantos años la hizo llorar, diciendo que había sido el lugar «en donde la vida me cambió por completo».
Harry Potter se convirtió en una marca internacional, valorada en aproximadamente 7000 millones de libras, y las últimas cuatro entregas de Harry Potter han batido récords como los libros vendidos con mayor rapidez de la historia. La serie, con un total de 4195 páginas, ha sido traducida, íntegramente o en parte, a 74 idiomas.
En 2007, tras la publicación del séptimo y último libro de la serie, Bloomsbury organizó un concurso en el que mil admiradores presenciaron a Rowling leyendo las primeras páginas del libro en el Museo de Historia Natural de Londres.
Los libros de Harry Potter también han sido reconocidos por despertar interés por la lectura en los jóvenes, en una etapa de sus vidas en la que prefieren pasar el tiempo viendo la televisión o mirando Internet en vez de dedicarlo a leer, si bien se ha cuestionado el impacto de los libros en los hábitos de lectura de los niños.

### Películas deHarry Potter

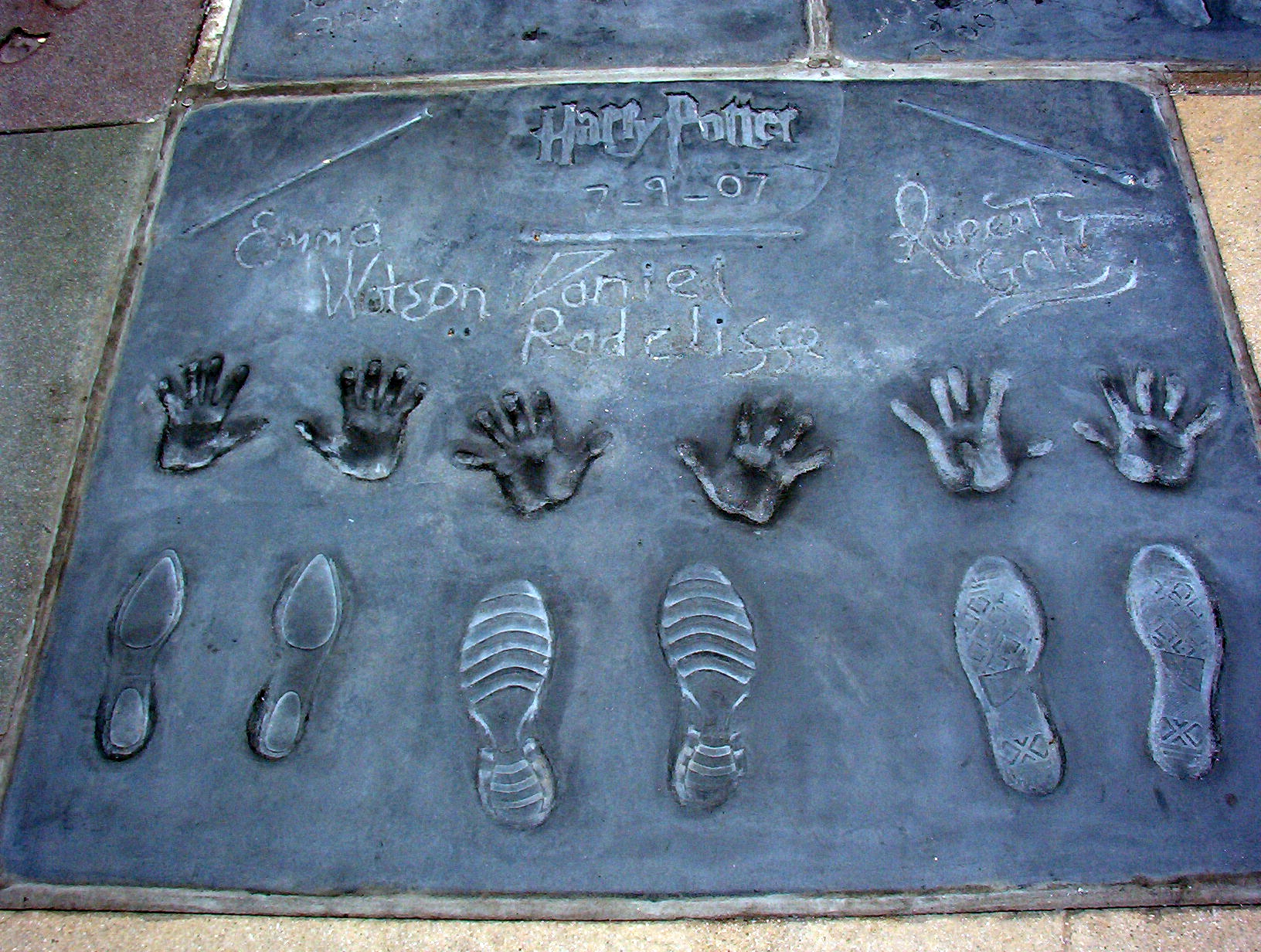
Huellas y firmas de los protagonistas de las películas de Harry Potter, Daniel Radcliffe, Emma Watson y Rupert Grint.

En octubre de 1998, Warner Bros. compró los derechos para realizar películas de las primeras dos novelas. Se estrenó una versión cinematográfica de Harry Potter y la piedra filosofal el 16 de noviembre de 2001, y de Harry Potter y la cámara secreta el 15 de noviembre de 2002. Ambas fueron dirigidas por Chris Columbus. El 4 de junio de 2004 se estrenó la película basada en la tercera novela, Harry Potter y el prisionero de Azkaban, dirigida por Alfonso Cuarón. La cuarta versión cinematográfica, Harry Potter y el cáliz de fuego, fue dirigida por otro director, Mike Newell, y estrenada el 18 de noviembre de 2005. La película de Harry Potter y la Orden del Fénix fue estrenada el 11 de julio de 2007. David Yates fue el director y Michael Goldenberg el encargado del guion, relevando en su posición a Steve Kloves. Harry Potter y el misterio del príncipe se estrenó el 15 de julio de 2009 (la premier fue el 8 de julio en Estados Unidos). David Yates dirigió también esta película y Kloves fue una vez más el guionista. En marzo de 2008, Warner Bros. anunció que el último libro de la serie, Harry Potter y las reliquias de la Muerte, sería dividido en dos partes, una de ellas estrenada el 19 de noviembre de 2010 y la otra el 15 de julio de 2011. Yates dirigió ambas películas.
Warner Bros. tomó muy en cuenta los deseos de Rowling y sus opiniones al redactar el contrato. Una de las principales estipulaciones fue que las películas debían ser rodadas en Gran Bretaña con un elenco totalmente británico, que se respetó estrictamente. Rowling participó igualmente en las audiciones, especialmente en la elección de los protagonistas principales, entre ellos Daniel Radcliffe (Harry Potter), Emma Watson (Hermione Granger) y Rupert Grint (Ron Weasley). En una petición sin precedentes, Rowling también exigió que Coca-Cola, que había ganado el concurso para el suministro de productos a la serie de películas, donase 18 millones de dólares a la fundación estadounidense Reading is Fundamental, además de a varios programas benéficos.
Los guiones de las primeras cuatro películas fueron escritos por Steve Kloves, proceso en el que fue asistido por Rowling que se aseguró de que no difirieran de lo que sucedería en los futuros libros de la serie. Ha dicho que Kloves fue la persona que se enteró de muchos detalles de las tramas futuras, aunque no de todas. También ha dicho que le reveló a Alan Rickman (Severus Snape) y a Robbie Coltrane (Hagrid) algunos secretos sobre sus personajes antes de que fuesen revelados en los libros. Daniel Radcliffe (Harry Potter) le preguntó si Harry moriría en algún momento de la serie; Rowling le respondió diciendo «Tienes una escena de muerte», sin responder explícitamente la pregunta. Steven Spielberg fue seleccionado para dirigir la primera película, pero este la rechazó. La prensa declaró repetidamente que Rowling tuvo algo que ver en su negativa, pero ella dijo que no decide quién dirige las películas y que, si pudiese elegir, no habría descartado a Spielberg. La primera opción de Rowling para que fuese el director había sido el integrante de Monty Python, Terry Gilliam, ya que es fanático de las novelas. Warner Bros. quería realizar una película más familiar, por lo que finalmente seleccionaron a Chris Columbus.
Las películas de Harry Potter fueron un éxito mundial en sus diez años de estreno de las diferentes adaptaciones de cada uno de los siete libros, logrando recaudar más de 7700 millones de dólares, lo que la convierte en la segunda franquicia cinematográfica más taquillera de la historia solo por detrás del universo cinematográfico de Marvel. Incluso las películas Harry Potter y la piedra filosofal (2001), Harry Potter y el cáliz de fuego (2005) y Harry Potter y las reliquias de la Muerte: parte 2 (2011) fueron las más taquilleras en sus años de estreno, siendo esta última uno de los diez largometrajes con mayor recaudación de la historia en su momento.

### Después deHarry Potter

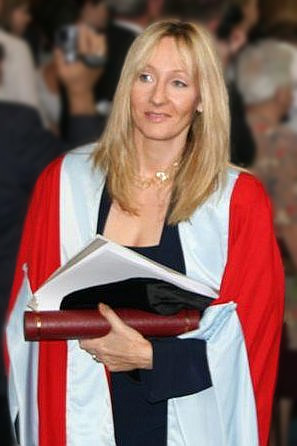
Rowling en 2006.

Rowling ha declarado que tiene pensado seguir escribiendo después de la publicación del último libro de Harry Potter, Harry Potter y las reliquias de la Muerte. En una entrevista con Stephen Fry en 2005, Rowling declaró que preferiría escribir sus libros bajo un seudónimo; sin embargo, le dijo a Jeremy Paxman en 2003 que si lo hiciese, la prensa probablemente «lo descubriría en segundos». En 2006, Rowling reveló que había terminado de escribir un número de historias cortas y otro libro para niños «político» sobre un monstruo, dirigido a una audiencia más joven que la de Harry Potter.
No tiene planes para escribir un octavo libro de Harry Potter, y ha declarado «No puedo decir que jamás escribiré otro libro sobre ese mundo solo porque pienso que no sé si en diez años pueda llegar a querer ponerme en ello otra vez, aunque creo que es poco probable». Sin embargo, Rowling ha dicho que escribirá una enciclopedia sobre el mundo mágico de Harry Potter, que consistirá en material que no se ha publicado y varias notas. Todas las ganancias del libro serán destinadas a fines benéficos. Durante una conferencia de prensa en el Kodak Theatre de Hollywood en 2007, Rowling dijo, cuando le preguntaron de qué trataría la enciclopedia, que «Todavía no he comenzado a escribirla. Nunca dije que era lo próximo que haría». A finales de 2007, Rowling afirmó que quizá le tome diez años escribirla, declarando que «No tendría sentido hacerla a menos que fuese asombrosa. Lo último que quisiera hacer sería apresurar su publicación en detrimento de la calidad».
En julio de 2007, Rowling manifestó que desea dedicarle más tiempo a su familia, pero en 2008 se encontraba escribiendo dos libros, uno para niños y otro para adultos. No dio detalles sobre los dos proyectos, si bien declaró que estaba entusiasmada porque escribirlos le recuerda cuando creó La piedra filosofal, explicando que en ese momento estaba escribiendo también dos libros hasta que Harry se convirtió en un éxito de ventas. Dijo en octubre de 2007 que es poco probable que sus futuras obras sean del género fantástico: «Creo que probablemente haya agotado mi fantasía... sería increíblemente difícil salir y crear otro mundo que no se parezca al de Harry, ya que quizás tomaría muchas cosas prestadas de él». En noviembre de 2007, Rowling dijo que estaba trabajando en otro libro, «una obra a medio acabar para niños, que creo que será lo próximo que publique». En marzo de 2008, Rowling confirmó que su libro «político» para niños estaba a punto de terminar.
En marzo de 2008, Rowling reveló en una entrevista que había vuelto a escribir en los cafés de Edimburgo, tratando de crear una nueva novela infantil. «Seguiré escribiendo libros para niños porque es lo que más disfruto», declaró en The Daily Telegraph. «Me siento muy bien si voy al café adecuado; me mezclo entre la multitud y, por supuesto, no me siento en el medio del bar observando todo aquello que aparece a mi alrededor».
En diciembre de 2008, la autora aceptó publicar el libro Los cuentos de Beedle el bardo después de haber subastado el manuscrito original. Los cuentos fueron mencionados por primera vez en el último libro de Harry Potter y constan de varios relatos relacionados con la magia, aunque no con el mundo específico de Harry Potter.
Su primera novela para adultos, Una vacante imprevista, publicada en septiembre de 2012, fue recibida por los críticos con opiniones encontradas. Michiko Kakutani, del New York Times, la considera «tan intencionadamente banal, tan deprimentemente estereotipada que no es solo decepcionante, sino también aburrida». Theo Tait, de The Guardian, le reprocha recurrir a «situaciones típicas y clichés» y sostiene que aunque es «ambiciosa en sus temas, es definitivamente rutinaria en su estilo». Para Lev Grossman, en cambio, de la revista Time, «es una gran novela de la Inglaterra contemporánea, ambiciosa, brillante, irreverente, divertida, profundamente triste y magníficamente expresiva». Mientras tanto, los seguidores de Harry Potter y Rowling no esperaron a que Ediciones Salamandra editara la novela en español e iniciaron el mismo mes de septiembre «un proyecto de traducción colectiva». El proyecto se titula The Spanish Vacancy y "los responsables" son "dos estudiantes de traducción que no revelan su nombre ni su nacionalidad". Salamandra, mientras tanto, adelantó el lanzamiento de la nueva obra, que estaba previsto para 2013, al 19 diciembre, simultáneamente en España y América Latina, tanto en papel (con una tirada inicial de 300 000 ejemplares) como en versión digital. En diciembre de 2012 la cadena de televisión BBC anunció el acuerdo para realizar una miniserie basada en la novela, información que la propia autora confirmó en una entrevista en la misma cadena; su estreno quedó previsto para 2014.
Bajo el seudónimo de Robert Galbraith, publicó su segundo libro para adultos, El canto del cuco, en el que incursiona en el género negro. La novela, que salió en abril de 2013, tuvo una muy buena acogida por parte de la crítica y en julio Rowling reconoció su autoría.
Ese mismo año se anunció que sería ella misma quien se encargaría de escribir el guion para varias películas sobre su novela Animales fantásticos y dónde encontrarlos y se confirmó que coescribiría el guion de una obra teatral basada en la vida preescolar (antes de ingresar en Hogwarts) de Harry Potter.

## Vida personal
Forbes ha nombrado a Rowling como la primera persona en ganar mil millones de dólares estadounidenses por escribir libros, la segunda mujer artista más rica y la persona número 1062 con más dinero del mundo. Cuando apareció por primera vez en la lista de multimillonarios de Forbes en 2004, Rowling realizó los cálculos correspondientes y dijo que tenía mucho dinero, pero que no era milmillonaria. Además, la lista Sunday Times Rich List de 2008 ubicó a Rowling en el puesto 144 de su lista de las personas más ricas de Gran Bretaña. En 2001, Rowling compró una lujosa finca del siglo XIX cercana al río Tay, en Aberfeldy, Perth and Kinross, Escocia. Rowling también posee una casa en Merchiston, Edimburgo, y una mansión de 4,5 millones de libras (6,6 millones de dólares) en  Kensington, West London, en una calle con seguridad privada las veinticuatro horas del día.
El 26 de diciembre de 2001, Rowling contrajo matrimonio con Neil Michael Murray (nacido el 30 de junio de 1971), un anestesista, en una ceremonia privada en su mansión de Aberfeldy. Este fue el segundo matrimonio tanto para Rowling como para Murray, ya que él había estado casado con la Dra. Fiona Duncan en 1996. Murray y Duncan se separaron en 1999 y se divorciaron en el verano de 2001. El hijo de Rowling y Murray, David Gordon Rowling Murray, nació el 24 de marzo de 2003. Poco después de que Rowling empezase a escribir Harry Potter y el misterio del príncipe, se tomó un descanso y dejó de trabajar en la novela para criar a su hijo. La hija menor de Rowling, Mackenzie Jean Rowling Murray, a quien le fue dedicado Harry Potter y el misterio del príncipe, nació el 23 de enero de 2005. De su primer matrimonio con el portugués Jorge Arantes tiene una hija, Jessica Isabel Rowling Arantes.

### Religión
Rowling forma parte de la Iglesia de Escocia. En una ocasión dijo: «Creo en Dios, no creo en la magia». Poco después se dio cuenta de que si los lectores sabían que era cristiana, lograrían adivinar qué sería lo que sucediese en los libros. Rowling ha declarado que batalla con sus propias creencias. En una entrevista concedida al programa televisivo Today de julio de 2007, dijo: «...Hasta que llegamos al séptimo libro, las visiones de lo que sucede después de la muerte y más allá... podrían mostrar mucho de lo que estaba por llegar. Así que... sí, mis creencias y mi lucha con las creencias religiosas son muy evidentes en este libro».

### Postura política
Rowling habló sobre sus puntos de vista políticos cuando habló de las elecciones presidenciales en Estados Unidos de 2008 con el periódico El País. Dijo que estaba obsesionada con las elecciones en Estados Unidos por el impacto que causan en el mundo. En febrero de 2008, declaró que tanto Barack Obama como Hillary Clinton serían «extraordinarios» en la Casa Blanca. En la misma entrevista, dijo que su héroe era Robert F. Kennedy.

### Relación con la prensa
J.K.Rowling ha tenido una difícil relación con la prensa. Admitió ser sensible y que le disgusta la naturaleza poco coherente de los reportajes. «En un mismo día, pasaron de decir 'Tiene el clásico bloqueo del escritor' a afirmar, 'Ha sido indulgente con ella misma'», dijo en The Times en 2003, «Y yo pensé qué podría cambiar en 24 horas». Sin embargo, Rowling no cree que sea una reclusa que odia ser entrevistada. En 2001, la Comisión de Protestas a la Prensa presentó un reclamo de Rowling sobre una serie de fotografías no autorizadas de ella con su hija en una playa de Mauricio, publicada en la revista OK!. En 2007, el hijo de Rowling, David, asistido por Rowling y su esposo, inicialmente obtuvo un fallo desfavorable en un juicio en el que pedía prohibir la publicación de una fotografía suya. La imagen, tomada por un fotógrafo utilizando una lente de largo alcance, fue publicada posteriormente en un artículo del Sunday Express que trató sobre la vida familiar de Rowling y su maternidad. Sin embargo, en definitiva el juicio concluiría a favor de David en mayo de 2008.
Rowling ha dicho que le desagrada sobre todo el tabloide británico The Daily Mail, el cual habló sobre un acosador que, según Joanne, no existe, y realizó entrevistas con su exesposo. Como señaló una periodista, «el tío Vernon es un grotesco filisteo de tendencias violentas y un cerebro particularmente pequeño. No es difícil adivinar qué periódico lee [en El cáliz de fuego].»
Algunas personas han especulado que la mala relación de Rowling con la prensa fue la inspiración para el personaje de Rita Skeeter. Sin embargo, Rowling dijo en el año 2000 que el personaje fue pensado antes de que ella fuese famosa: «La gente me pregunta si Rita Skeeter fue creada para reflejar la popularidad de Harry Potter, pero la verdad es que la había ideado hacía mucho tiempo». «Intenté incluir a Rita en La piedra filosofal, en la parte que Harry entra al Caldero Chorreante por primera vez y todos dicen 'Señor Potter, ¡ha vuelto!' Quería presentar a una periodista en esa escena, la cual no se llamaría Rita, pero sería mujer. Luego pensé que el personaje funcionaría mejor si se incluía en el cuarto libro, cuando se suponía que Harry llegaría a la culminación de su fama».

## Filantropía
Rowling se convirtió en una de las escritoras juveniles de mayor éxito mundial, por lo que intenta aprovechar esta circunstancia para involucrarse en campañas sociales.
Rowling fundó en el año 2000 el Volant Charitable Trust, un fideicomiso que emplea su presupuesto anual de 5,1 millones de libras para combatir la pobreza y la desigualdad social. Asimismo, dona a organizaciones de ayuda a niños, familias monoparentales y a la investigación de la esclerosis múltiple. Rowling declaró, «creo que tenemos una responsabilidad moral: cuando te han dado más [dinero] del que necesitas, debes hacer cosas sabias con él y darlo con inteligencia».

### En contra de la pobreza
Habiendo sido ella misma una madre soltera, Rowling ahora es la presidenta de One Parent Families, una asociación benéfica que ayuda a familias monoparentales. Rowling fue su primera embajadora en el año 2000. Colaboró con Sarah Brown, la esposa del ex primer ministro británico Gordon Brown, en la redacción de un libro de cuentos infantiles en ayuda de esta asociación.
En 2001, la asociación benéfica contra la pobreza Comic Relief pidió a tres reconocidas escritoras británicas —la cocinera y presentadora de televisión Delia Smith, la creadora de Bridget Jones, Helen Fielding y Rowling— que redactasen tres pequeños libros relacionados con sus obras más famosas para ser publicados. Los dos libros de Rowling, Animales fantásticos y dónde encontrarlos y Quidditch a través de los tiempos, son facsímiles de libros propios de la biblioteca de Hogwarts. Desde que salieron a la venta en marzo de 2001, los libros recaudaron 15,7 millones de libras para el fondo. Los 10,8 millones de libras que se recaudaron fuera del Reino Unido fueron destinados al naciente International Fund for Children and Young People in Crisis.
En 2005, Rowling y la eurodiputada Emma Nicholson fundaron el Children’s High Level Group. En enero de 2006, Rowling fue a Bucarest para proclamarse en contra del uso de las camas-jaula en los hospitales psiquiátricos infantiles. Continuando con el apoyo al CHLG, Rowling subastó una de las siete copias manuscritas e ilustradas de Los cuentos de Beedle el bardo, una serie de cuentos de hadas mencionada en Harry Potter y las reliquias de la Muerte. La tienda de libros en línea Amazon.com compró dicho ejemplar por 1,95 millones de libras el 13 de diciembre de 2007, volviéndose así en el libro moderno más caro jamás vendido en una subasta. Sobre esto, Rowling comentó: «Esto significará mucho para los niños que necesitan ayuda desesperadamente. Significa que la Navidad llegó antes para mí». Rowling repartió las restantes copias a aquellos que tienen una relación cercana con los libros Harry Potter. En 2008, Rowling aceptó publicar el libro, cuyos beneficios están destinados al Children's High Level Group.

### Donaciones políticas
En septiembre de 2008, a la víspera de la convención de los laboristas, Rowling anunció que había donado un millón de libras a ese partido político, declarando: «Creo que las familias pobres y vulnerables podrán arreglárselas mucho mejor bajo el Partido Laborista que bajo el Partido Conservador liderado por Cameron. Gordon Brown introdujo medidas que salvarán tantos niños como sea posible. El gobierno laborista ha revertido la tendencia de largo plazo en cuanto a la pobreza infantil, y el Reino Unido es uno de los países de la Unión Europea que encabezan la lucha contra la misma. La promesa de David Cameron de beneficios fiscales a las parejas casadas, por el contrario, es reminiscente al gobierno conservador que tuve como madre soltera. Esto envía el mensaje de que los conservadores todavía creen que una pareja sin hijos y con dos ingresos, pero casada, es más merecedora de ayuda financiera que aquellas que luchan, como yo lo hice una vez, por mantener a sus familias a flote en tiempos difíciles».

### Otras obras benéficas
En mayo de 2008, la librería Waterstone's pidió a Rowling y a otros doce autores —Sebastian Faulks, Doris Lessing, Lisa Appignanesi, Margaret Atwood, Lauren Child, Richard Ford, Neil Gaiman, Nick Hornby, Michael Rosen, Axel Scheffler, Tom Stoppard e Irvine Welsh— que escribiesen una breve obra de temática libre en una sola tarjeta tamaño A5, las cuales se subastarían a favor de las asociaciones benéficas Dyslexia Action y la comunidad de escritores International PEN. Rowling contribuyó con una precuela de Harry Potter de 800 palabras que concierne al padre de Harry, James Potter y a su padrino Sirius Black, que tiene lugar tres años antes del nacimiento del protagonista. Rowling señaló que no quiere volver a Harry Potter en por lo menos diez años.
Rowling contribuyó con dinero y apoyo a la investigación para el tratamiento de la esclerosis múltiple, enfermedad de la que murió su madre en 1990. En 2006, contribuyó con una substancial suma de dinero a la creación del nuevo Centro para Medicina Regenerativa en la Universidad de Edimburgo. Los días 1 y 2 de agosto de 2006, Rowling hizo una lectura en el Radio City Music Hall de Nueva York, junto con Stephen King y John Irving. Las ganancias del evento fueron donadas a la Haven Foundation, una obra benéfica destinada a los artistas que no tienen seguro médico y no pueden trabajar, además de la ONG Médicos sin fronteras. En mayo de 2007, Rowling donó 495 000 dólares para la recompensa que finalmente llegó a más de 4,5 millones de dólares para el rescate de una pequeña niña británica Madeleine McCann, la cual desapareció en Portugal. Rowling, junto con Nelson Mandela, Al Gore y Alan Greenspan, escribieron la introducción de la colección de los discursos de Gordon Brown, cuyos beneficios fueron donados al Jennifer Brown Research Laboratory.

## Controversias

### Disputas legales
Rowling, sus editores y Time Warner —dueño de los derechos de las películas de Harry Potter— tomaron numerosas acciones legales para proteger sus derechos de autor, aunque ellos mismos también fueron acusados de violarlos. La popularidad mundial de la serie Harry Potter originó la aparición de un número de secuelas y otras obras derivadas no autorizadas, lo que provocó que se tomaran acciones para prohibirlas o contenerlas. Por su parte, si bien muchos de estos procedimientos legales iban en contra de la simple piratería, otros perseguían actividades no lucrativas y fueron criticados como «demasiado draconianos».
Por otra parte, algunas disputas legales consistieron en una serie de acciones jurisdiccionales que Rowling y sus editores obtuvieron para prohibir a cualquier persona la lectura de sus libros antes de la fecha oficial de lanzamiento. Estas acciones fueron muy polémicas, y ocasionalmente algunos defensores de las libertades civiles y de expresión se manifestaron en su contra, argumentando el «derecho a leer».
Una de las acciones legales más controvertidas fue el intento de publicación en 2007 de la enciclopedia Harry Potter Lexicon por parte de Steven Vander Ark, un fan de la serie de libros Harry Potter. Rowling y Warner Brothers presentaron las demandas en los juzgados de Nueva York contra RDR Books, la empresa que había intentado publicar el libro, alegando violación de derechos de autor y de la propiedad intelectual de Rowling. Finalmente, el jurado dictaminó que la enciclopedia no podría publicarse e impuso una multa de 6750 dólares a RDR Books por cada uno de los siete libros que conforman la serie de Harry Potter.

### Opinión sobre personas transgénero
En diciembre de 2019, Rowling tuiteó su apoyo a Maya Forstater, una mujer británica que perdió su caso en un juicio laboral contra la empresa para la que trabajaba, el Centro para el Desarrollo Global, después de que su contrato no fuera renovado debido a sus comentarios críticos sobre las personas transgénero. El tribunal dictaminó que las declaraciones de Forstater sobre las personas transgénero (como «Los hombres y los niños son hombres. Las mujeres y las niñas son mujeres. Es imposible cambiar de sexo»), y misgendering a una persona, promovieron «una intimidación, hostilidad, degradación, humillación o entorno ofensivo», y no fueron posturas protegidas en virtud de la Ley de Igualdad de 2019.
El 6 de junio de 2020, Rowling criticó el uso en un artículo de la frase «personas que menstrúan» en lugar de «mujeres». Luego escribió: «Si el sexo no es real, no hay atracción hacia el mismo sexo. Si el sexo no es real, la realidad vivida de las mujeres a nivel mundial se borra», y sosteniendo al mismo tiempo que empatiza con las personas transgénero. El grupo mediático de defensa GLAAD calificó los tuits de «anti-trans» y «crueles», y escribió: «JK Rowling continúa alineándose con una ideología que distorsiona voluntariamente los hechos sobre la identidad de género y las personas trans. En 2020, no hay excusa para atacar a las personas trans». Varios actores conocidos por interpretar a los personajes de Rowling criticaron sus puntos de vista o hablaron en apoyo de los derechos trans, incluidos Daniel Radcliffe, Emma Watson, Rupert Grint, Eddie Redmayne, Evanna Lynch, Bonnie Wright y Katie Leung, al igual que los sitios web de fanes MuggleNet y The Leaky Cauldron. La actriz Noma Dumezweni inicialmente expresó su apoyo a Rowling, pero se retractó de su postura tras las repercusiones. Radcliffe respondió en nombre de The Trevor Project, escribiendo: «Las mujeres transgénero son mujeres. Cualquier declaración en sentido contrario borra la identidad y la dignidad de las personas transgénero y va en contra de todos los consejos dados por las asociaciones profesionales de atención médica que tienen mucha más experiencia en este tema que Jo o yo».
El 10 de junio de 2020, Rowling publicó un ensayo de 3600 palabras en su sitio web en respuesta a las críticas. Dijo que era una sobreviviente de abuso doméstico y agresión sexual, y declaró que permitir que las mujeres trans tuvieran acceso a espacios de un solo género era un peligro para las mujeres, al tiempo que afirmó que la mayoría de las personas trans eran vulnerables y merecían protección. También escribió que muchas mujeres consideran que los términos como «personas que menstrúan» son degradantes. El ensayo fue criticado por, entre otras, la organización benéfica de infancias trans Mermaids. A Rowling la han tildado de feminista radical trans-excluyente (TERF) en múltiples ocasiones, aunque rechaza la etiqueta. Rowling ha recibido el apoyo de algunas feministas, como Ayaan Hirsi Ali y la feminista radical Julie Bindel.

## Obras

### Infantiles
- El ickabog (publicado en línea por entregas del 26 de mayo al 10 de julio de 2020 y en forma de libro el 10 de noviembre de 2020), cuento
- Jack y la gran aventura del cerdo de Navidad (12 de octubre de 2021), novela[186]

### Juveniles

#### SerieHarry Potter
1. Harry Potter and the Philosopher's Stone (1997). Traducciones al castellano: Harry Potter y la piedra filosofal, 1999, (trad. Alicia Dellepiane), Editorial Salamandra. Harry Potter y la piedra filosofal, 2001, (trad. Alicia Dellepiane), Editorial Planeta (México, Argentina).
2. Harry Potter and the Chamber of Secrets (1998). Traducciones al castellano: Harry Potter y la cámara secreta, 1999, (trad. Adolfo Muñoz García y Nieves Martín Azofra), Editorial Salamandra. Harry Potter y la cámara secreta, 2001, (trad. Adolfo Muñoz García y Nieves Martín Azofra), Editorial Planeta (México, Argentina).
3. Harry Potter and the Prisoner of Azkaban (1999). Traducciones al castellano: Harry Potter y el prisionero de Azkaban, 2000, (trad. Adolfo Muñoz García y Nieves Martín Azofra), Editorial Salamandra. Harry Potter y el prisionero de Azkaban, 2001, (trad. Adolfo Muñoz García y Nieves Martín Azofra), Editorial Planeta (México, Argentina).
4. Harry Potter and the Goblet of Fire (2000). Traducciones al castellano: Harry Potter y el cáliz de fuego, 2001, (trad. Adolfo Muñoz García y Nieves Martín Azofra), Editorial Salamandra. Harry Potter y el cáliz de fuego, 2001, (trad. Adolfo Muñoz García y Nieves Martín Azofra), Editorial Planeta (México, Argentina).
5. Harry Potter and the Order of the Phoenix (2003). Traducciones al castellano: Harry Potter y la Orden del Fénix, 2004, (trad. Gemma Rovira Ortega), Editorial Salamandra. Harry Potter y la Orden del Fénix, 2004, (trad. Gemma Rovira Ortega), Editorial Planeta (México, Argentina).
6. Harry Potter and the Half-Blood Prince (2005). Traducciones al castellano: Harry Potter y el misterio del príncipe, 2006, (trad. Gemma Rovira Ortega), Editorial Salamandra. Harry Potter y el misterio del príncipe, 2006, (trad. Gemma Rovira Ortega), Editorial Planeta (México, Argentina).
7. Harry Potter and the Deathly Hallows (2007). Traducciones al castellano: Harry Potter y las reliquias de la muerte, 2008, (trad. Gemma Rovira Ortega), Editorial Salamandra. Harry Potter y las reliquias de la muerte, 2008, (trad. Gemma Rovira Ortega), Editorial Planeta (México, Argentina).

#### Obras relacionadas con la serie
- Animales fantásticos y dónde encontrarlos (complemento a la serie Harry Potter) (1 de marzo de 2001)
- Quidditch a través de los tiempos (complemento a la serie Harry Potter) (1 de marzo de 2001)
- Precuela de Harry Potter (julio de 2008)
- Los cuentos de Beedle el Bardo (complemento a la serie Harry Potter) (4 de diciembre de 2008)
- Harry Potter y el legado maldito (obra de teatro) (31 de julio de 2016)
- Historias breves de Hogwarts. Agallas, adversidad y aficiones arriesgadas (Pottermore, 6 de septiembre de 2016)
- Historias breves de Hogwarts. Poder, política y poltergeists pesados (Pottermore, 6 de septiembre de 2016)
- Hogwarts. Una guía incompleta y poco fiable (Pottermore, 6 de septiembre de 2016)
- Animales fantásticos y dónde encontrarlos. Guion original de la película (19 de noviembre de 2016)
- Animales fantásticos: Los crímenes de Grindelwald. Guion original de la película (16 de noviembre de 2018)
- Animales fantásticos: Los secretos de Dumbledore. Guion original de la pelicula (14 de abril de 2022)

### Adultos
- Una vacante imprevista (27 de septiembre de 2012)

#### SerieCormoran Strike(como Robert Galbraith)
1. El canto del cuco (18 de abril de 2013)
2. El gusano de seda (19 de julio de 2014)
3. El oficio del mal (20 de octubre de 2015)
4. Blanco letal (18 de septiembre de 2018)
5. Sangre turbia (15 de septiembre de 2020)[187]
6. Un corazón tan negro (30 de agosto de 2022)[188][189]
7. La tumba veloz (26 de septiembre de 2023)[190][191]
8. The Hallmarked Man (2 de septiembre de 2025)[192]

### No ficción
- Prólogo a la antología Magic, de Gil McNeil y Sarah Brown (editores). Bloomsbury (2002).
- Introducción a «Ending Child Poverty» en Moving Britain Forward. Selected Speeches 1997–2006, de Gordon Brown. Bloomsbury (2006).
- «The First It Girl: J.K. Rowling reviews Decca: the Letters of Jessica Mitford», en relación con el libro con las cartas de Mitford editado por Peter Y. Sussman. The Daily Telegraph (26 de julio de 2006).
- «The Fringe Benefits of Failure, and the Importance of Imagination». J. K. Rowling. Harvard Magazine (5 de junio de 2008).[193]
- "Gordon Brown – The 2009 Time 100". Time (30 de abril de 2009)
- "The Single Mother's Manifesto". The Times (14 de abril de 2010)
- "I feel duped and angry at David Cameron's reaction to Leveson". The Guardian (30 de noviembre de 2012)
- "Woman's Hour Takeover" (editora invitada). Woman's Hour, BBC Radio 4 (28 de abril de 2014).[194]
- "Isn't it time we left orphanages to fairytales?" The Guardian (17 de diciembre de 2014)
- Very Good Lives: The Fringe Benefits of Failure and Importance of Imagination. J. K. Rowling. Sphere (14 de abril de 2015). Traducido con el título Vivir bien la vida. Los beneficios inesperados del fracaso y la importancia de la imaginación. Salamandra (5 de abril de 2018).[195]
- "A Love Letter to Europe" (colaboradora) (31 de octubre de 2019).[196]

## Filmografía
| Año            | Título                                             | Actriz | Guionista | Productora | Productora ejecutiva | Nota |
| -------------- | -------------------------------------------------- | ------ | --------- | ---------- | -------------------- | --- |
| 2003           | Los Simpson                                        | Sí     |           |            |                      | Voz en «The Regina Monologues»                                                                          |
| 2010           | Harry Potter y las reliquias de la Muerte: parte 1 |        |           | Sí         |                      | Película basada en su novela Harry Potter y las reliquias de la Muerte                                  |
| 2011           | Harry Potter y las reliquias de la Muerte: parte 2 |        |           | Sí         |                      | Película basada en su novela Harry Potter y las reliquias de la Muerte                                  |
| 2015           | Una vacante imprevista                             |        |           |            | Sí                   | Miniserie televisiva basada en su novela Una vacante imprevista                                         |
| 2016           | Animales fantásticos y dónde encontrarlos          |        | Sí        | Sí         |                      | Película inspirada en Animales fantásticos y dónde encontrarlos, su libro complementario a Harry Potter |
| 2017           | Strike                                             |        |           |            | Sí                   | Serie televisiva basada en su serie de novelas de Cormoran Strike                                       |
| 2018           | Animales fantásticos: Los crímenes de Grindelwald  |        | Sí        | Sí         |                      | Película inspirada en Animales fantásticos y dónde encontrarlos, su libro complementario a Harry Potter |
| Por anunciarse | Harry Potter                                       |        |           |            | Sí                   | Serie de televisión basada en su serie de novelas Harry Potter                                          |

## Distinciones honoríficas
- Dama Oficial de la Orden del Imperio Británico (2000)[197]
- Dama de la Orden de la Legión de Honor, República Francesa (2008)[198]
- Dama de la Orden de la Sonrisa, República de Polonia[199]
- En el año 2003, en Oviedo, capital de Asturias, se convirtió en la primera escritora en recibir el Premio Príncipe de Asturias de la Concordia.[200]

Títulos honoríficos
Rowling ha recibido títulos honoríficos de la Universidad de St. Andrews, la Universidad de Edimburgo, la Universidad Napier y la Universidad de Aberdeen.
El 5 de junio de 2008, Rowling dio un discurso en la ceremonia de comienzo de ciclo de la Universidad Harvard, en donde recibió otro título honorífico.